# Daniel 'Jyden' Hoff
Daniel Obenhausen Hoff, (født 1984 i Give) er en dansk influencer, komiker og DJ. Han er særligt kendt for karaktererne Jyden og Kaptajn Colat. Han har over 220.000 følgere på tværs af de sociale platforme YouTube, Instagram og Facebook.

## Karriere
Han har desuden været konferencier ved L.O.C.'s koncerter, konferencier ved Give Open Air og deltaget på fænomenet Gulddrengs turné. Desuden er han vært på samtalepodcasten 'Jeg er lige død' under Euroman, ligesom han i første sæson af 'Ex on the Beach' udgjorde en dynamisk duo med Nikita Klæstrup, hvor de lavede små humoristiske videoklip omkring programmet.
Vejen ind i komik og influencerverdenen startede tilbage i 2012, da han nåede finalen i Casper Christensens konkurrence 'Danmarks næstsjoveste menneske'. Det førte senere til ansættelse i Casper Christensens bureau Douglas Entertainment.
Daniel Obenhausen Hoff har desuden medvirket i TV2's 'Følg mig' og står bag DR3-programmet 'Menneskeforsøg' sammen med Petra Nagel og Jasper Ritz. I skrivende stund er han blandt andet en integreret del af marketingteamet hos Hungry.dk i Aarhus.